# HD 27179
HD 27179，又名BD-06 862，SAO 131092、HR 1332，是一颗恒星，视星等为5.94，位于銀經199.76，銀緯-37.03，其B1900.0坐标为赤經4h 12m 25.8s，赤緯-6° -37.03′ 7″。